# Freixo de Numão
Freixo de Numão é uma vila portuguesa sede da Freguesia de Freixo de Numão do Município de Vila Nova de Foz Côa. A freguesia tem 36,35 km² de área e 519 habitantes (censo de 2021) (densidade: 14,3 hab./km²).
Foi sede de concelho entre 1372 e 1855. Era constituído pelas freguesias de Custóias, Freixo de Numão, Horta, Mós, Murça, Numão, Vale de Boi, Sebadelhe e Seixas. Em 1836 foram-lhe anexadas as freguesias de Cedovim e Touça. Tinha 2 750 habitantes em 1801 e 4 519 em 1849.
Em 2013, no âmbito de uma reforma administrativa nacional, foi-lhe anexado o território da então extinta freguesia de Murça.
A Freguesia de Freixo de Numão incorpora, desde 2013, o território da então extinta freguesia de Murça. Antes, em 1999, a povoação de Freixo de Numão havia sido elevada à categoria de vila.

## Toponímia
De acordo com o linguista português José Pedro Machado,[carece de fontes?] o nome "Numão", presente no topónimo de "Freixo de Numão", advém do antropónimo árabe Nu'man. Portanto, "Freixo de Numão" resultará plausivelmente da alusão a um freixo, que dalgum modo estará associado a uma figura muçulmana de nome Nu'man, que ficou a servir de marco topográfico daquela localidade.[carece de fontes?] Há documentos do século XVII que, por gralha, se referiram indevidamente a esta localidade como "Freixo do Alemão".

## Demografia
A população registada nos censos foi:
À data da junção das freguesias, a população registada no censo anterior (2011) foi:
| Freguesia atual | Freguesia atual  | Freguesia atual | Freguesias antigas | Freguesias antigas | Freguesias antigas |
| Freguesia       | População (2011) | Área (km²)      | Freguesia          | População (2011)   | Área (km²)         |
| --------------- | ---------------- | --------------- | ------------------ | ------------------ | ------------------ |
| Freixo de Numão | 609              | 36,35           | Freixo de Numão    | 502                | 27,87              |
| Freixo de Numão | 609              | 36,35           | Murça              | 107                | 8,48               |

## ACDR de Freixo de Numão
Até 1980 toda a atividade Cultural e Desportiva passava pela Casa do Povo de Freixo de Numão e pelo Grupo Desportivo (Até a 1980, equipa de futebol chamava - se Grupo Desportivo de Freixo de Numão). A própria Banda Musical estava ligada à citada Casa do Povo.
Em 19 de maio de 1980 é criada, por escritura pública, a Associação Cultural Desportiva e Recreativa de Freixo de Numão (mais conhecida pela a.C.D.R.). Ao longo de mais de vinte anos a sua acção é tão vasta que se pode considerar o motor de toda a dinâmica do Turismo Cultural da região.
Construiu um estádio, um centro de juventude (com serviço de refeições e alojamentos), um polidesportivo, uma área de autocaravanas. Recupera um solar do século XVIII e transforma-o em museu. Adquire terrenos de valor arqueológico. Recupera cerca de 100 fachadas de habitações no centro histórico da Vila de Freixo de Numão. Mantém uma atividade desportiva permanente, atividades sazonais de preservação de tradições, cria e mantém uma feira de artesanato e produtos regionais (Expo-Rural), cria em 1982 e ainda mantém um mensário regionalista com a denominação de "Notícias de Freixo de Numão".
Em 1996 abre ao público um Circuito Turístico - Arqueológico, Posto de Turismo e o Museu da Casa Grande (de Arqueologia e Etnografia). Também a partir desse ano, dá-se o apoio a grupos de escolas que visitam o Vale do Côa, complementando com visitas a Freixo de Numão, alimentação e alojamentos.

## Festas e romarias
No primeiro domingo do mês de setembro celebra-se a festa anual em honra de Nossa Senhora da Carvalha.

## Património
| - Capela de Nossa Senhora da Conceição - CCapela de Santa Bárbara - Casa Grande de Freixo de Numão - Fonte da Bica - Fonte da Carvalha - Moinho das Regadas - Pelourinho de Freixo de Numão - Ponte sobre a ribeira de Teja - Castelo Velho de Freixo de Numão - Estação ferroviária de Freixo de Numão - Mós do Douro (Linha do Douro) |  | - Villa Romana de Zimbro I - Villa Romana de Zimbro II - Prazo de Freixo de Numão - Vendada I - Vendada II - Vendada III - Vendada IV - Núcleo Museológico Casa Moutinho - Santuário Da Nossa Senhora da Carvalha |

## Transportes

### Comboio
A poucos quilómetros da localidade, passa a histórica Linha do Douro, que permite a ligação da freguesia com o resto do país. Em tempos servia também de ligação a Espanha. Partilha a estação com a freguesia vizinha de Mós do Douro.